# Helleruplund
Helleruplund er en historisk villa beliggende på Bernstorffsvej 98 i Hellerup i Gentofte Kommune. Ejendommen er især kendt for at have givet navn til Helleruplund Kirke og sognet Helleruplund.

## Historie
Villaen blev opført i 1774  og har siden haft flere ejere. Navnet "Helleruplund" knytter sig til ejendommen og blev overført til det nyoprettede sogn og den kirke, der blev indviet i 1956.

## Kulturhistorisk betydning
Helleruplund har haft betydning som navngiver til Helleruplund Kirke og sogn. Ejendommen omtales i lokalhistoriske kilder og er registreret i lokale arkiver.

## Historiske billeder
| - Helleruplund - Helleruplund fra have siden i 1875. - Helleruplund fra gade siden i 1920. |